# Miwa
miwa, née le 15 juin 1990 à Hayama dans la préfecture de Kanagawa au Japon, est une chanteuse et parolière japonaise.

## Biographie
miwa est née à Hayama, mais elle a déménagé très tôt à Tokyo, à l'âge de 5 ans. Son père aimant la musique, elle a très tôt aimé la musique,. À 15 ans, miwa commence à écrire des chansons. Après son entrée au lycée, elle commence à jouer de la guitare en autodidacte, mais peu de temps après elle commence à suivre des cours de guitare. Malgré le fait que son lycée interdise aux élèves d'avoir des emplois, d'autant plus dans l'industrie du divertissement, elle a tout de même travaillé, et utilisé ses économies pour acheter une Gibson J-45.
En 2007, miwa commence sa carrière en indie avec deux singles Song for You/Today et Soba ni Itai Kara/Kimi no Tonari de Oyasumi en 2007 et 2008 au lycée,. Elle a joué dans des festivals à Shimo-Kitazawa proche de Tokyo et à Okinawa durant l'été puisque sa grand-mère y habite,.
Par la suite, elle débute en major en 2010 chez Sony Music avec son premier single don't cry anymore lorsqu'elle était à l'université Keio,,. Celui-ci est choisi pour le générique de fin du drama Nakanai to Kimeta Hi (en) et est entré dans le top 20 des meilleurs singles dans le top Oricon. En avril 2010, elle gagne une récompense pour la meilleure musique de drama lors des 64e Television Drama Academy Awards. En 2012, Hikari E est utilisé comme générique de début pour le drama Rich Man, Poor Woman (ja), et en 2015, sa collaboration avec Little Glee Monster (en) fighting-Φ-girls est utilisée comme générique de fin pour le drama Masshiro (en).
Ses musiques sont aussi utilisées dans des animés et films d'animation. Par exemple, son troisième single chAngE est utilisé comme douzième générique de l'animé Bleach en 2010, classé dans le top 10, plus précisément à la 8e place des meilleurs singles. Elle a aussi fait deux reprises pour le film d'animation Colorful datant de 2010, Boku ga Boku de Aru Tame ni pour la bande-annonce, une reprise du titre de Yutaka Ozaki sorti en 1983, et le générique de fin qui s'intitule Aozora, une reprise du même titre, du groupe japonais The Blue Hearts sorti en 1989. En 2011, Chasing Hearts est utilisé pour le film Fullmetal Alchemist : L'Étoile sacrée de Milos, en 2013 Kiss You pour le générique de début de Silver Spoon, en 2015 360° pour le film Doraemon: Nobita no supēsu hīrōzu, en 2016 Shanranran pour l'animé Flying Witch en collaboration avec la chanteuse 96Neko, en 2018 elle a chanté le premier générique de fin de la saison 3 de My Hero Academia avec Update, en 2019 miwa collabore avec le guitariste Sugizo pour A Red Ray le générique de fin de l’animé Gundam the Origin : Adventure of the Red Comet, puis en 2020 elle réalise le 6e générique de Boruto avec Teenage Dream.
Elle a animé l'émission de radio All Night Nippon, en tant que DJ, chaque troisième lundi du mois entre 3h et 5h du matin à partir du 17 avril 2010, puis cette émission est devenue hebdomadaire tous les mercredis matin de 1h à 3h du matin du 05 avril 2011 au 26 mars 2013, sous le nom de miwa no All Night Nippon (miwaのオールナイトニッポン, Miwa no ōru naito nippon), ainsi qu'en 2018, avec l'émission miwa no All Night Nippon Premium (miwaのオールナイトニッポンPremium) de janvier à mars, et pour une nuit le 4 février 2022.
Le 06 avril 2011, miwa sort son premier album Guitarissimo (il était prévu une semaine auparavant, mais cela a été différé en raison du séisme de 2011 de la côte Pacifique du Tōhoku et de ses conséquences). Son album se classe numéro 1 des ventes d'albums dans le top Oricon, son meilleur classement.
En 2012, elle fait partie d'un groupe nommé Miwaclo (miwaクロ) avec les membres du groupe Momoiro Clover Z. Elles reprennent sur scène des chansons de miwa comme Hikari e au festival musical FNS (en) de 2012 et 2013, la reprise de Aozora en 2013, Miracle en 2016 au festival d'été FNS - Uta no Natsu Matsuri, et Kimi ni Deaeta Kara en 2018 au festival musical FNS,,. En 2013, elle écrit une chanson pour la première fois pour d'autres artistes et c'est pour le groupe Momoiro Clover Z avec le titre Itsuka Kimi ga. Toujours en 2013, miwa et Momoiro Clover Z l'ont chanté dans l'émission musicale japonaise Bokura no Ongaku.
miwa a joué dans plusieurs films, dont Maestro! en tant que flûtiste en 2015, et en 2017 dans Kimi to 100-kaime no Koi dans le rôle du personnage principal féminin (Aoi Hinata). Elle y interprète Aiokuri avec Kentaro Sakaguchi (en).
Ses artistes favoris sont Sheryl Crow, Deep Purple, Carole King, Avril Lavigne, Taylor Swift, Aiko, Angela Aki, Radwimps et Yuki,. Elle joue de la guitare acoustique et de la guitare électrique. Lorsqu'elle était très jeune, elle a joué du piano, mais au fur et à mesure elle n'en a plus beaucoup joué.
Miwa est venue en France en août 2014 pour un concert sur le Champ-de-Mars, interpréter Kibou no wa (WA), une chanson faite pour l'évènement caritatif Tohoku, La Renaissance - Wa, une initiative prise par des lycéens et des étudiants de la région du Tohoku appuyée par l'OCDE. Elle est ensuite revenue en juillet 2022, à l'occasion de la Japan Expo pour notamment interpréter Kanna, le thème principal du film L’Enfant du mois de Kamiari.
Elle est active sur les réseaux sociaux comme Twitter depuis août 2012, Instagram depuis janvier 2019,. De janvier 2010 à juin 2016, elle a eu un blog, et depuis avril 2016, elle possède un autre blog,.
Elle est proche de quelques mangakas comme Kotomi Aoki. En mai 2022, il est annoncé que miwa et Io Sakisaka ont collaboré dans le magazine Margaret de juin 2022 (sorti en mai), avec une chanson nommée Bloom en lien avec la série Sakura, Saku d'Io Sakisaka.
En août 2022, elle sort son premier EP intitulé Kimi ni Koi Shita Toki Kara. En février 2023, dans son 2e EP, elle collabore avec Takaya Kawasaki (ja) pour la chanson 14 février.

### Vie privée
Depuis l'automne 2019, elle est mariée au nageur japonais Kosuke Hagino. Le 2 janvier 2020, Kosuke Hagino annonce que miwa avait accouché.

## Discographie

### Albums
- 6 avril 2011 - guitarissimo
- 14 mars 2012 - guitarium
- 22 mai 2013 - Delight
- 8 avril 2015 - ONENESS
- 22 février 2017 - SPLASH☆WORLD
- 23 février 2022 - Sparkle
- 29 mai 2024 - 7th

### BEST Albums
- 20 janvier 2016 - miwa ballad collection ~graduation~
- 11 juillet 2018 - miwa THE BEST

### EP
- 24 août 2022 - Kimi ni Koi Shita Toki Kara (君に恋したときから?)

### Singles
- 24 décembre 2007 - Song for you / TODAY (indie)
- 3 mai 2008 - Soba ni Itai Kara (そばにいたいか?) / Kimi no Tonari de Oyasumi (君の隣でおやすみ?) (indie)
- 3 mars 2010 - don't cry anymore
- 23 juin 2010 - Little Girl (リトルガール?)
- 1er septembre 2010  - chAngE
- 1er décembre 2010 - Otoshimono (オトシモノ?)
- 23 février 2011 - Haru ni Nattara (春になったら?)
- 29 juin 2011 - 441
- 21 septembre 2011 - FRiDAY-MA-MAGiC
- 1er février 2012 - Kataomoi (片想い?)
- 15 août 2012 - Hikari e (ヒカリへ?)
- 16 janvier 2013 - Whistle ~Kimi to Sugoshita Hibi~ (ホイッスル ~君と過ごした日々~?)
- 24 avril 2013 - Miracle (ミラクル?)
- 4 septembre 2013 - Faraway / Kiss you
- 12 février 2014 - Faith
- 2 juillet 2014 - Kimi ni Deaeta Kara (君に出会えたから?)
- 12 novembre 2014 - Kibou no Wa (WA) / Gesshoku ~winter moon~ (希望の環(WA)／月食～winter moon～?)
- 28 janvier 2015 - fighting-φ-girls
- 25 février 2015 - 360°
- 19 août 2015 - Yozora. feat. Hazzie→ / Stress-Free (夜空。feat.ハジ→／ストレスフリー?)
- 11 novembre 2015 - Anata ga Koko ni Ite Dakishimeru Koto ga Dekiru Nara (あなたがここにいて抱きしめることができるなら?)
- 22 juin 2016 - Princess
- 5 octobre 2016 - Yui (結 －ゆい－?)
- 24 mai 2017 - Shiny (シャイニー?)
- 25 octobre 2017 - We are the light
- 9 mai 2018 - update (アップデート?)
- 14 aout 2019 - reboot (リブート?)
- 25 décembre 2019 - Storyteller / Teenage Dream (ティーンエイジドリーム?)
- 9 septembre 2020 - DAITAN !
- 18 aout 2021 - -KANNA- (神無-KANNA-?)
- 22 septembre 2021 - Ai wo tou (アイヲトウ?)
- 8 février 2023 - Valentine ga Kotoshi mo Yattekuru (バレンタインが今年もやってくる?)
- 24 mai 2023 - Haru no Oto (ハルノオト?)
- 15 novembre 2023 - Tsuki ga kirei desu ne (月に願いを?)
- 6 mars 2024 - Soredemo tada (それでもただ?)

### Singles numériques
- 1er août 2017 - Under the SEA (アンダー・ザ・シー?)
- 11 janvier 2018 - Live Fast Die Young
- 2 novembre 2018 - title (タイトル?)
- 1er février 2019 - RUN FUN RUN
- 8 mars 2020 - Look At Me NOW
- 20 mars 2020 - Who I Am
- 1er juin 2022 - Bloom
- 1er juillet 2022 - Kimi ga suki desu (君が好きです)
- 2 juillet 2023 - Karappo (空っぽ)
- 6 décembre 2023 - Mahalo

### Collaborations
- 2010 : Little Glee Monster (en) (fighting-Φ-girls)
- 2015 : Hazzie→ (ja) (Yozora.)
- 2016 : 96Neko (ja) (Shanranran)
- 2019 : Sugizo (A Red Ray)

## Compositrice pour d'autres artistes
- 2013 : Itsuka Kimiga, interprété par Momoiro Clover Z

## Filmographie
- 2015 : Kôhaku ga Umareta hi, dans le rôle de Michiko Namiki
- 2015 : Maestro!, dans le rôle d'une flûtiste, Amane Tachibana
- 2017 : Kimi to 100-kaime no Koi, dans le rôle d'Aoi Hinata (personnage principal féminin)

## Récompenses
- 2010 : Lauréate du 64e Television Drama Academy Awards (single don't cry anymore)
- 2012 : 1ère place du RecoChoku Award entre août/septembre (catégorie sonneries), du RecoChoku Award en septembre (catégorie téléchargements singles), et du LISMO Award entre septembre et octobre (single Hikari e)
- 2014 : Primée aux 6e CD Shop Awards et lauréate du 4e Music Jacket Award 2014 (album Delight)[35]